# Jason David Frank
Jason David Frank, född 4 september 1973 i Covina i Kalifornien, död 19 november 2022 i Houston i Texas (självmord), var en amerikansk skådespelare och kampsportsutövare. Han var mest känd för rollen som Tommy Oliver i superhjältefranchisen Power Rangers, där han totalt medverkade i åtta säsonger. Han hade också en äldre bror vid namn Erik Frank, som spelade rollen som David Truehart (bror till Franks karaktär Tommy Oliver) i den fjärde Power Rangers-säsongen Zeo.
Frank påträffades död på ett hotell i Houston, Texas den 19 november 2022. Enligt hustrun Tammie Frank, som också befann sig på detta hotell, så hade maken under en längre period lidit av depression och andra psykiska problem. Han skulle efter sin död hyllas av flera av sina tidigare motspelare, bland andra Amy Jo Johnson, Austin St. John, David Yost, Walter Emanuel Jones och Steve Cardenas.

## Filmografi (i urval)

### TV-serier
- 1993–1996 – Mighty Morphin Power Rangers (TV-serie)
- 1994 – VR Troopers (TV-serie)
- 1996 – Power Rangers Zeo (TV-serie)
- 1996 – Tvillingarna på Sweet Valley High (TV-serie)
- 1996 – Räkna med bråk (TV-serie)
- 1997 – Power Rangers Turbo (TV-serie)
- 2000 – Undressed (TV-serie)
- 2002 – Power Rangers Wild Force (TV-serie)
- 2004 – Power Rangers Dino Thunder (TV-serie)
- 2014 – Power Rangers Megaforce (TV-serie) (säsongen Super Megaforce)
- 2018 – Power Rangers Ninja Steel (TV-serie) (säsongen Super Ninja Steel)
- 2019 – Bara björnar (TV-serie) (röstroll)

### Filmer
- 1995 – Mighty Morphin Power Rangers: Filmen
- 1997 – Turbo: A Power Rangers Movie
- 2017 – Power Rangers
- 2023 – Mighty Morphin Power Rangers: Once & Always